# Dag Malmberg
Dag Åke Sigvard Malmberg, født 18. januar 1953 i Gävle, er en svensk skuespiller og instruktør.

## Filmografi
- Den som dræber - Fanget af mørket (2024)
- "Spring Tide" (2016)
- Call Girl (2012)
- Broen (2011 – 2018)[1]
- Saltön (2010)
- Göta kanal 3 – Kanalkungens hemlighet (2009)
- Stenhuggaren (2009)
- Les Grandes Personnes (2008)
- Irene Huss (2007 – 2011)
- Kodenavn Hunter (2007) (TV)
- Saltön (2007)
- Saltön (2005)
- Krama mig (2005)
- En sång för Martin (2001)
- Den bästa sommaren (2000)
- Jakten på en mördare (1999)
- Sjätte dagen (1999)
- Glappet (1997)
- År av drömmar (1994)
- Träpatronerna (1998)